# Alchemilla kulczyznskii
Alchemilla kulczyznskii é uma espécie de rosácea do gênero Alchemilla, pertencente à família Rosaceae.